# Babina adenopleura
Espèce
Synonymes
- Rana adenopleura Boulenger, 1909

Statut de conservation UICN

 LC  : Préoccupation mineure
Babina adenopleura est une espèce d'amphibiens de la famille des Ranidae.

## Répartition
Cette espèce se rencontre entre 30 et 1 800 m d'altitude :
- au Japon dans les îles Yaeyama ;
- à Taïwan.

## Description
Elle est semi-aquatique. Elle est ovipare, de couleur verte ou brun clair comme du sable.

## Taxinomie
Certains auteurs considèrent que Babina caldwelli est synonyme de Babina adenopleura, notamment Fei en 1999 et Fei, Hu, Ye &. Huang en 2009, toutefois Dubois en 1992 y voit une espèce à part entière.

## Publication originale
- Boulenger, 1909 : Descriptions of Four new Frogs and a new Snake discovered by Mr. H. Sauter in Formosa.  Annals and Magazine of Natural History, sér. 8, vol. 4, p. 492-495 (texte intégral).